# Panara sicora
Panara sicora är en fjärilsart som beskrevs av William Chapman Hewitson 1874. Panara sicora ingår i släktet Panara och familjen Riodinidae. Inga underarter finns listade i Catalogue of Life.